# Epimartyria
Genre
Epimartyria est un genre de petits lépidoptères de la famille des Micropterigidae.

## Répartition
Ces papillons se rencontrent en Amérique du Nord.

## Description
Les espèces du genre Epimartyria mesurent de 4 à 6 mm d'envergure. Elles vivent dans les endroits humides et à la lisière des forêts et se nourrissent d'hépatiques et de mousses. Elles ont généralement un cycle de vie de deux ans.

## Liste des espèces
Selon GBIF (29 novembre 2024) :
- Epimartyria auricrinella Walsingham, 1898
- Epimartyria bimaculella Davis & Landry, 2012
- Epimartyria pardella (Walsingham, 1880)

## Galerie

Epimartyria auricrinella
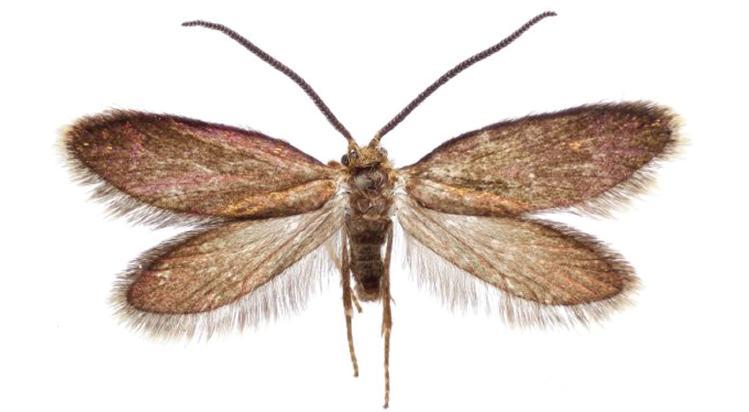
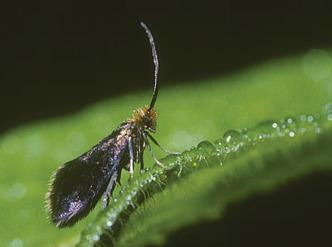
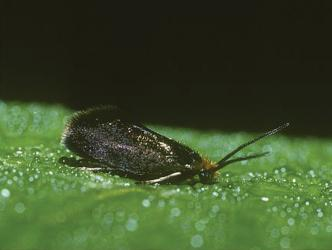

Epimartyria bimaculella
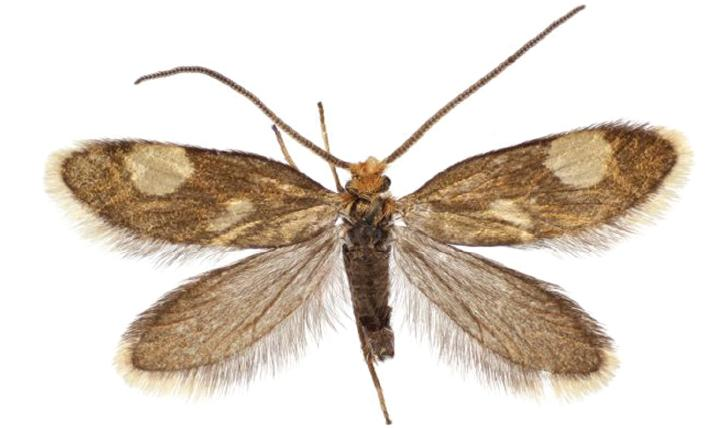
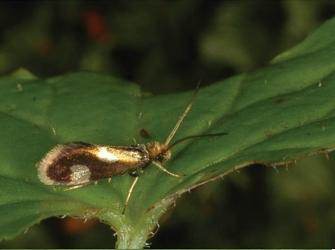
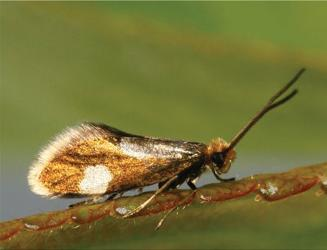

## Systématique
Le nom valide complet (avec auteur) de ce taxon est Epimartyria Walsingham, 1898.